# John Mackenzie (velista)
John Mackenzie (Greenock, 21 settembre 1876 – 9 dicembre 1949) è stato un velista britannico.
Ha vinto la medaglia d'oro olimpica nella vela alle Olimpiadi 1908 svoltesi a Londra, nella categoria 12 metri.